# Bj league
La Bj league (日本プロバスケットボールリーグ) è stata la principale lega professionistica di pallacanestro del Giappone.

## Storia
Creata nel 2005, nove anni dopo la creazione della Japan Basketball League raggruppa le principali franchigie nipponiche, e non ha alcun rapporto di promozione/retrocessione di squadre con la JBL.
La Bj league operava secondo il sistema americano delle franchigie sportive. Questo era in contrasto con la JBL Super League e il suo successore, la National Basketball League, che era un campionato aziendale composto principalmente da squadre aziendali e altri club affiliati alla JBA. Non esisteva un sistema di promozione e retrocessione tra le due leghe. Questa divisione nella gestione delle due leghe ha portato la FIBA a sospendere la JBA dal novembre 2014 all'agosto 2015. Come condizione per la revoca della sospensione, la Bj league si è fusa con la NBL e la NBDL per formare la B.League.
La squadra che è riuscita a vincere più edizioni, quattro, sono i Ryukyu Golden Kings seguita a quota tre da l'Osaka Evessa e gli Hamamatsu Higashimikawa Phoenix.

## Albo d'oro
| Stagione  | Vincitore         | Secondo Posto      | Finali |
| 2005-2006 | Osaka Evessa      | Niigata Albirex BB | 74-64  |
| 2006-2007 | Osaka Evessa      | Tak. Five Arrows   | 94-78  |
| 2007-2008 | Osaka Evessa      | Tokyo Apache       | 66-56  |
| 2008-2009 | Ryukyu G. Kings   | Tokyo Apache       | 89-82  |
| 2009-2010 | Hamam. H. Phoenix | Osaka Evessa       | 84-56  |
| 2010-2011 | Hamam. H. Phoenix | Ryukyu G. Kings    | 82-68  |
| 2011-2012 | Ryukyu G. Kings   | Hamam. H. Phoenix  | 89-73  |
| 2012-2013 | Yokoh. B-Corsairs | Rizing Fukuoka     | 101-90 |
| 2013-2014 | Ryukyu G. Kings   | Akita N. Happinets | 103-89 |
| 2014-2015 | Hamam. H. Phoenix | Akita N. Happinets | 71-69  |
| 2015-2016 | Ryukyu G. Kings   | Toyama Grouses     | 86-74  |

## Vittorie per club
| Club              | Titolo | Città     | Anno                   |
| ----------------- | ------ | --------- | ---------------------- |
| Ryukyu G. Kings   | 4      | Okinawa   | 2009, 2012, 2014, 2016 |
| Hamam. H. Phoenix | 3      | Hamamatsu | 2010, 2011, 2015       |
| Osaka Evessa      | 3      | Osaka     | 2006, 2007, 2008       |
| Yokoh. B-Corsairs | 1      | Yokohama  | 2013                   |